# Miljondrivning

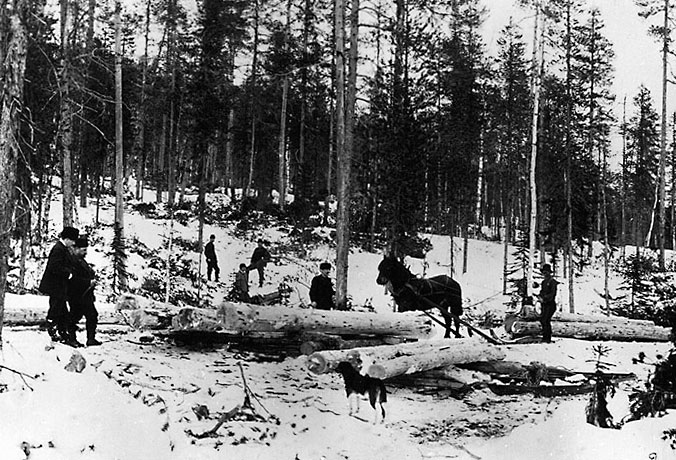
Avverkat timmer lastas på hästdragna slädar vid avverkningsplatsen. Fotot togs vid miljondrivningen i Stensele 1905.

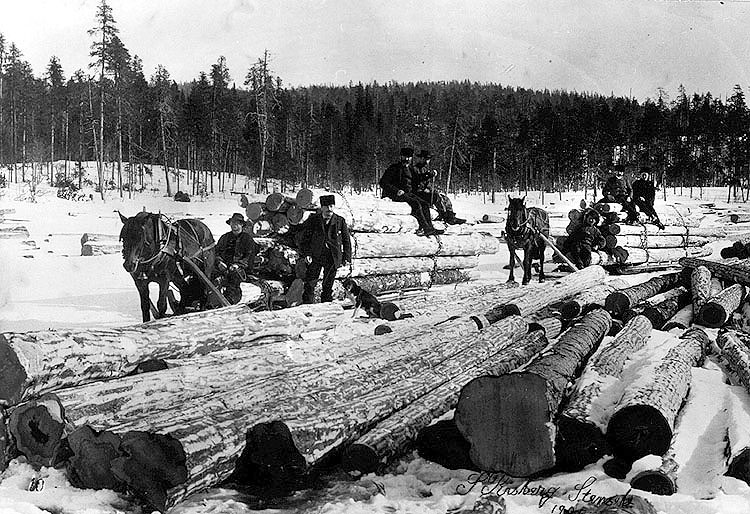
Timret forslades från avverkningsplatsen till ett avlägg på isen av någon sjö eller något vattendrag, varifrån det till våren transporterades vidare genom flottning. Timmerdrivaren Axel Persson ses till höger på den vänstra släden.

Miljondrivningar eller miljonstämplingar var ovanligt stora upplåtelser av avverkningsrätter – omfattande omkring en miljon träd vardera – som gjordes i Norrbottens och Västerbottens län i slutet av 1800-talet. Med drivning menas i detta sammanhang avverkning och utforsling av virke, medan stämpling är den märkning som skedde av de trädstammar som skulle avverkas.
Upplåtelserna skedde från de kronoparker som bildades i och med avvittringen och köparna var såväl privatpersoner som aktiebolag. Stora utstämplingar ägde bland annat rum i Jokkmokks socken 1873, i Lycksele socken 1888 och i Stensele socken 1896. Avverkningsrätterna löpte på ett tiotal år.

## Infrastruktur och inflyttning
De som köpte avverkningsrätterna fick som regel på egen bekostnad iordningställa de flottleder som krävdes för att transportera timret ned till sågverken vid kusten. I och med miljondrivningarna tillkom således en transportstruktur som öppnade inlandsskogarna för vidare exploatering. Samtidigt erbjöds sysselsättning för  ett stort antal skogs- och flottningsarbetare, vilket ledde till inflyttning av driftiga entreprenörer. 

## Stensele som exempel
I Stensele socken skedde miljonstämplingen 1896 inom ett mer än fyra mil långt område från Gardejaure (belägen i Lycksele socken) till Övre Gunnarsjön norr om Storuman. De träd som stämplades var tallar som var minst 12 tum (ca 30 cm) i brösthöjdsdiameter. Efter avverkning skulle virket flottas från sjön Lumsen ned till Blåvikssjön, i Juktån och i Gunnarbäcken samt vidare på Umeälven.
Hela miljonstämplingen såldes på auktion i Lycksele. Sedan tidigare hade sågverksägarna i Holmsund vid Umeälvens mynning, framför allt James Dickson & Co och Sandviks Ångsågs AB, köpt upp stora mängder timmer i området, och de hade också tänkt göra upp om miljonstämplingen. Vid auktionen fick de dock se sig slagna av en representant för Gideå & Husums AB som ropade in hela stämplingen för 2,2 miljoner kronor.
En van timmerdrivare från Östmarks socken i Värmland, Per Olsson, tog på sig det praktiska ansvaret för projektet. Han styckade upp hela det väldiga området i lämpliga delar och ackordsatte dessa. Avverkning och framkörning utfördes sedan av underentreprenörer, bland andra bröderna August och Axel Persson, som även de var värmlänningar. Axel Persson bosatte sig senare i Gunnarn, medan Per Olsson flyttade till Lycksele som en välbärgad man.
Av avräkningsböcker från miljondrivningen i Stensele framgår att skogsarbetarna i stor utsträckning kom från Ångermanland. Mer långväga arbetare kom, förutom från Värmland, från bland annat Småland och Norge. Avverkningarna pågick från och med slutet av oktober till slutet av april. Vintern 1905 slutfördes miljondrivningen i Stensele.

### Fotnoter
1. 1 2 3  ”Miljondrivningen”. Västerbotten (Umeå. 1920) 1980:1,:  sid. 60–69. 1980. 0346-4938. ISSN 0346-4938. Libris 10174655
2. 1 2  Edlund Lars-Erik, Frängsmyr Tore, red (1995). Norrländsk uppslagsbok: ett uppslagsverk på vetenskaplig grund om den norrländska regionen. Bd 3, [Lapp-Reens]. Umeå: Norrlands univ.-förl. sid. 151–152. Libris 1610873. ISBN 91-972484-1-X
3. 1 2 3 4   Bastuträsk-Gunnarn 250 år, 1743-1993: [minnesskrift utgiven i anledning av byns 250-åriga tillvaro. [Storuman]. 1997. sid. 181–186. Libris 10492703